# Епидурална анестезија
Епидурална анестезија представлља апликацију локалног анестетика у епидурални простор и сматра се једном од најбољих врста обезбољавања у акушерству. Коришћење епидуралних катетера омогућава континуирано дозирање анестетика и самим тим продужено време деловања. При коришћењу ове технике не перфорира се тврда можданица (дура), па нема ни губитка ликвора, односно компликација у смислу постпункцијске главобоље. 

## Савремено акушерство
Термин савремено акушерство подразумева активно вођење порођаја, његову потпуну контролу у свим фазама, јер се таквим ставом у највећој могућој мери спречавају могуће компликације. 
Када је реч о примени медикамената у току порођаја, треба водити рачуна не само о безбедности особе која директно прима анестетик - мајка, већ и бебе, која лек добија индиректно. Ако мајка током порођаја прима анестезију, беба може да дође на свет мамурна, млитава, без реакција на стимулансе и што је ређе, с тешкоћама при дисању и сисању и поремећајем срчаног рада. Испитивања су међутим показала да је нежељена дејства могуће у потпуности избећи, уколико се ова средства правилно примењују. Ако се неко нежељено дејство и испољи, нестаје убрзо након порођаја. Уколико беба због прекомерне употребе лекова или анестезије не почне спонтано да дише након рођења (што се ретко дешава) поступком реанимације могу да се спрече дугорочна оштећења.
Већина стручњака се слаже да се корист од примене лекова и анестетика у порођају повећава, а опасности смањују на следећи начин: 
- Избором лека који ефикасно ублажава бол, а изазива најмањи број споредних дејства, употребом у најмањој делотворној дози и применом у правом моменту порођаја.
- Примена анестезије од стране стручног анестезиолога или анестетичара;

Потпуно обезбољавање порођаја је могуће применом епидуралне анестезије. Данас је став да је треба примењивати код свих тежих порођаја, посебно оних са изразито болним контракцијама, али исто тако и у ситуацијама када пацијенткиња изрази жељу за овим видом блокада болних сензација. 
Током порођаја се у породилишту морају стриктно поштовати принципи хигијене, асепсе и антисепсе.

## Анестезија у породиљству
За разлику од гинеколошких интервенција, обезбољавање у трудноћи и порођају има своје специфичности. Пре свега, анестезиолог се сусреће са бригом о два бића. С једне стране мора да води рачуна о безбедности плода, а са друге стране мора да обезбеди задовољавајућу аналгезију и анестезију труднице или породиље. Такође, треба имати на уму да оперативно завршавање трудноће често изискује хитност, а да при томе изостаје адекватна преоперативна припрема пацијенткиње.
Са аспекта анестезије су посебно значајне кардиопулмоналне и метаболичке адаптације у трудноћи, као и евентуалне патолошке промене, јер то утиче на избор анестетика у току порођаја.
Примена сваког медикамента у опстетричкој анестезији мора бити процењена са 5 битних аспеката (потетнтост и терапеутска ефикасност, нежељена десјтва на трудницу и породиљу, нежељена дејства на ток порођаја, нежељена дејства на плод и резидуално дејство на новорођенче).
Аналгезија у акушерству би представљала технику за обезбољавање порођаја, што би значило прекид преноса болног стимулуса било где на спроводним путевима, од места настанка до виших центара у централном нервном систему. 
Анестезија би уз поменута аналгетичка својства, обухватала и присуство мишићне релаксације. Анестезија може бити регионална или општа. При општој анестезији, поред аналгезије и мишићне релаксације, долази и до губитка свести.

### Регионална (блок) анестезија и аналгезија
Овај вид аналгезије у акушерству на најбољи начин испуњава основни циљ, тј. омогућава аналгезију мајке са занемарљивим утицајем на плод. Још је Апгарова 1957. године установила да су новорођенчад чије су мајке добијале регионалну анестезију била у бољој кондицији од осталих.
Регионална аналгезија-анестезија у акушерству може се употребити за ублажавање болова током вагиналног порођаја, или, пак, за оперативно довршавање порођаја царским резом. Овај метод много је безбеднији за новорођенче, а за мајку је могућност аспирације и плућних компликација сведена на минимум, породиљи даје сасвим задовољавајући комфор, а, исто тако, акушеру пружа оптималне услове за рад. Међутим, мора се имати у виду да неки облици регионалне анестезије (епидурална, субарахноидална) поред добре аналгезије имају за последицу и мању или већу симпатичку блокаду. Ово се изражава склоношћу ка хипотензији, па је стога основно правило да се таквим трудницама пре апликације локалног анестетика ординира парентерално одговарајућа количина течности. Свакако да одељење у коме се изводе ови облици анестезије мора да располаже свом неопходном опремом за реанимацију, као и добро обученим кадром, који је у сваком тренутку способан да реагује у случају појаве компликација.
Ова врста анестезије је веома погодна за коришћење у току целог порођајног акта, јер породиља остаје свесна и способна за сарадњу, анестезија је сигурна и једноставна за примену, не долази до депресије плода и губитак крви је минималан. Анестетично средство реверзибилно прекида нервну спроводљивост. 
Постоје многе методе регионалне аналгезије, односно анестезије у порођају. Деле се, по начину деловања, на оне које делују у првом или другом порођајном добу и оне које делују у оба порођајна доба. 
У првом порођајном доби се примењују:
1. Парацервикални блок
2. Епидурална аналгезија
3. Субарахноидална (спинална) аналгезија

У другом порођајном добу се примењују:
1. Локална инфилтрација перинеума и вулве
2. Пудентални блок
3. Епидурална аналгезија
4. Субарахноидална (спинална) аналгезија

## Епидурална анестезија и аналгезија
Континуирана епидурална блокада даје оптималне услове за извођење безболног порођаја. Добри резултати постижу се и коришћењем ове анестезије за царски рез. Техника увођења епидуралног катетера иста је у оба случаја само се користи различита количина и концентрација локалног анестетика.
Овај облик анестезије не доводи до депресије дисања труднице, а ни плода. Ублажавање порођајних болова мајке има благотворан утицај на плод. Испитивања су показала да је код мајки које су добијале епидуралну аналгезију током порођаја смањена концентрација катехоламина у серуму, што позитивно утиче на утероплацентни крвоток. Болови, који нормално прате порођај, изазивају код мајке фазе појачаног дисања и алкалозу, која преко вазоконстрикције ремети утероплацентну циркулацију. Увођењем епидуралне аналгезије ублажавају се болови и тако истовремено спречавају ацидобазни поремећаји код мајке и плода.

### Техника извођења епидуралне анестезије
Процедура апликовања епидуралног катетера је следећа:
- пацијенткињу обавестити да ће имати интра-венску канилу и прикључену инфузију
- док се поставља епидурални катетер пацијенткиња мора бити мирна и рећи анестезиологу када осети да је контракција почела
- потребно је око 20 минута да се постави епидурални катетер и око 10-20 минута да анестетик почне да делује
- понекад епидурална аналгезија није потпуна или катетер није на месту те је потребно да се поново постави

Епидурална аналгезија у акушерству изводи се у лумбалној регији, најчешће између трећег и четрвтог лумбалног пршљења. 
За оптималан почетак узима се време успостављања регуларних материчних контракција, а величина дилатације треба да износи 4-6 цм. При извођењу анестезије морају се, поред евентуалних контраиндикација, поштовати и одређене норме. 
Пре извођења самог блока потребно је успоставити један сигуран интравенски канал (канила , "вефлон“ игла) и ординирати 500-1000мл неког од кристалоидних раствора. Ово је неопходна мера предострожности због евентуалне хипотензије. Поседовање комплетне анестезиолошке опреме (прибор за интубацију, монитор, апарат за анестезију, амбу-балон) омогућава брзо реаговање у случају настанка компликација, које су ретке, али не и занемарљиве. 
За идентификацију епидуралног простора користи се специјална, благо закривљена Tuohy игла. Нормално, у епидуралном простору влада негативан притисак. Метод висеће капи или губитка отпора користи се у идентификацији простора, смештеног између тврде мождане опне и преиостиума спиналног канала. Епидурални простор протеже се од великог потиљачног отвора (foramen occipitale magnum) до сакрокоцигеалног лигамента (ligsacro-cocygealis). 
Потребно је, међутим, нагласити да код трудница у епидуралном простору не мора да влада негативан притисак и да је запремина овог простора често смањена. Разлог је у препуњеним венским сплетовима, који чине део колатералног пута између система горње и доње шупље вене, при аортокавалној оклузији. Стога је за исту висину блока код труднице потребно дати мање локалног анестетика него код других пацијената.
Болови у току првог порођајног доба проузроковани су материчним контракцијама. Преносе их аферентна симпатичка влакна. Која улазе у кичмени канал на нивоу 11 и 12 торакалног сегмента (Th 11-12). 
Код изузетно јаких контракција материце, болови се рефлектују и на суседне сегменте (десети торакални и први лумбални). Дистензија порођајног канала под утицајем предњачећег дела плода узрокује болове у другом порођајном добу. Ови болни импулси преносе се соматским сензорним влакнима која улазе у кичмену мождину на нивоу од другог до четвртог сакралног сегмента (С2-4). Захваљујући коришћењу ниских концентрација анестетика у акушерству, избегава се њихов утицај на мишићну моћ и постиже само аналгетички учинак. 
Обавезна је употреба „тест дозе“ локалних анестетика да би се искључила могућност погрешно лоцираног катетера у субарахноидалном простору или у крвном суду. Поред свих наведених добрих страна епидуралне аналгезије у акушерству, неке студије показале су повећани проценат инструменталног довршавања порођаја (форцепс) код трудница у којих је примењен овај метод анелгезије.

## Предности, компликације и контраиндикације
Постоје одређене предности везане за епидуралну анестезију. То су кардиоваскуларна стабилност, која је резултат споријег настајања блокаде, што је и са становишта физиологије и са становишта фармакодинамике повољније. Епидурална анестезија, захваљујући пласираном катетеру, омогућава вишекратно давање локалног анестетика, па тако постоје услови за продужену постоперативну аналгезију.
Велика предност континуиране епидуралне блокаде је у томе што једноставним додавањем медикамента можемо обезбедити потпуну анестезију за евентуално потребно оперативно довршавање порођаја царским резом.
Такође, веома често потпуно отклања бол, а не утиче на бебу. Доза анестетика се може смањити тако да омогући кретање породиље, а може се и дати спинална доза анестетика за убрзавање ефекта.
Компликације ове методе су:
- инсерција катетера у крвни суд
- нехотична пункција дуре (постпункцијска главобоља)
- симпатичка блокада (хипотензија)
- нежељена субарахноидална инјекција (тотална спинална анестезија)
- непотпуна, парцијална блокада
- понављане дозе локалног анестетика јаче концентрације могу дати пролазну слабост у ногама и повећати ризик примене форцепса или вакуум екстракције у порођају
- прерано дата доза анестетика може да успори ток порођаја.
- могућ је пад крвног притиска, свраб коже или дрхтавица
- место на ком је постављен катетер може бити умерено болно пар дана после порођаја

Хипотензија се јавља као најчешћа компликација, али се лако може савладати интензивном интравенском надокнадом течности и, евентуално, додатком симпатикомиметика (епхедрин, 5-30мг). 
Анестезија нема директног утицаја на фетус, с обзиром на мале дозе анестетика и спору апсорпцију. Међутим, фетус може да буде погођен индиректно изазваном хипотензијом мајке, што доводи до редукције утероплацентарне циркулације, посебно у случајевима где се порођај одуговлачи.
Контраидикације за примену епидуралне анестезије се обавезно морају поштовати, а то су:
- Поремећаји централног нервног система
- Анатомске и неуролошке промене
- Изражена хиповолемија
- Коагулопатија
- Инфекција предела пункције
- Хипотензија
- Алергије

Анализе које би требало припремити за епдуралну анестезију су : крвна слика, време коагулације, биохемија и време крварења.

## Нега породиље у порођају са континуираном епидуралном аналгезијом
Даје се пробна доза лека и обично се ставља веома мали катетер. То омогућава да се лек даје континуирано током трајања порођаја, или чак након порођаја као средство против болова. Катетер се прикачи на леђа и не уклања се док не престане потреба за леком, мада се понекад даје доза лека непосредно пре него што се уклони катетер.
Третман породиље у порођају с континуираном епидуралном аналгезијом знатно се разликује од стандардног надзора породиље и захтева већу ангажованост бабице, а посебно код високо ризичног порођаја. Тимски рад анестезиолога, акушера и бабице овде ће доћи до изражаја више него иначе.
Стандард мера неге:
- Контрола положаја породиље

- Честа промена положаја породиље повећава учинак аналгезије. Промена положаја почиње са лежањем на боку у време убризгавања анестетика, односно пласирања катетера, а затим одмах на леђа како би се анестетик једнакомерно распоредио у епидуралном простору, али чим је учинак постигну породиља се поставља у бочни положај. Не препоручује се седећи положај. 
- Контрола рада ногу

- Због осећаја слабости у ногама, породиља неће померати ноге па је на то треба подстицати и упозорити да то чини (мицање ногу кад год је могуће)
- Контрола кардиоваскуларног система породиље

- Притисак и пулс треба мерити на сваких 30 минута (по убризгавању аналгеника на 10 минута). Уколико дође до пада систолног притиска за 30 mm Hg од почетне вредности, потребно је урадити следеће: породиљу поставити у положај на бок и интравенски надокнадити течности (Рингер раствор или Декстран).
- Контрола функционисања, тј. пражњења мокраћне бешике

- Уколоко породиља није у могућности да спонтано празни мокраћну бешику због неосећања њене пуноће, потребно је урадити катетеризацију и плсирати стални Фолијев катетер.
- Контрола уноса течности

- Због могућег повраћања не препоручује се унос хране, као ни оних течности које повећавају лучење желудачног сока и на тај начин подстичу повраћање. Препоручује се унос благих и за породиљу освежавајућих напитака, у количинама које задовољавају потребе и баланс течности.
- Контрола улазног места катетера

- Контролисати појаву хематома, крварења или евенуалног померања катетера.

## Препоруке
Никада не треба заборавити принцип савременог акушерства – да се роди живо и неоштећено дете, а да мајка не претпри трауму која угрожава њен живот, како у току самог порођаја тако ни у даљем току живота.
Из тог разлога треба обавити све неопходне прегледе и тестове пре порођаја, одабрати одговарајуће медикаменте који ће бити примењени у току порођаја како не би нашкодили ни плоду, а ни трудници.
Применом епидуралне анестезије долази до блокаде сензорног нерва чиме се остварује безболни порођај. Породиља не осећа контракције али осећа напоне, врло је добро за њу што не осећа бол ни при даљим интервенцијама акушера (епизиотомија, ушивање грлића или ревизија материце). Епидурална аналгезија убрзава фазу отварања и омогућава трудницама да се што пре породе. Од момента давања анестетика, добро вођен порођај може лако да се заврши за неколико сати. Битно је информисање трудница о значају примене епидуралне аналгезије, али исто тако и о свим могућим компликацијама које могу да се десе.